# Thoát hơi nước

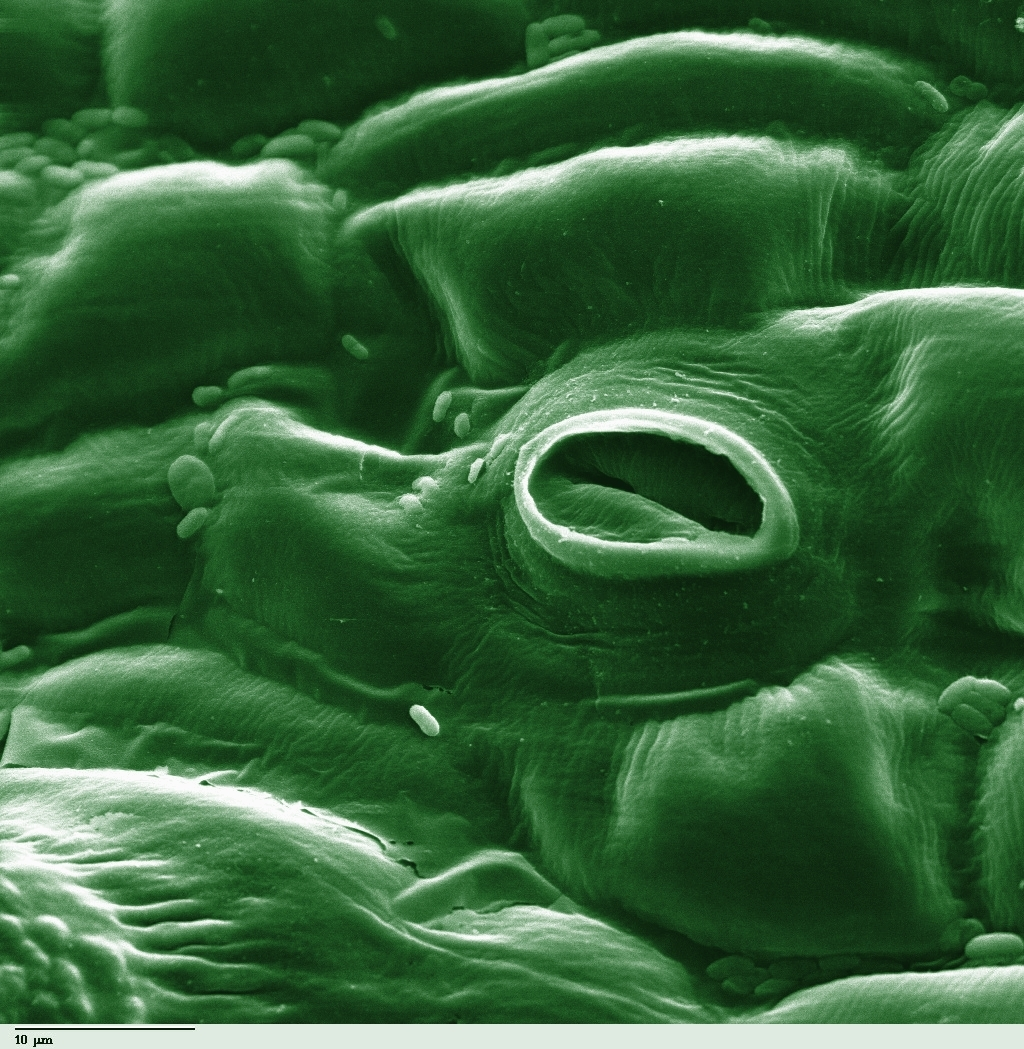
Khí khổng lá cà chua

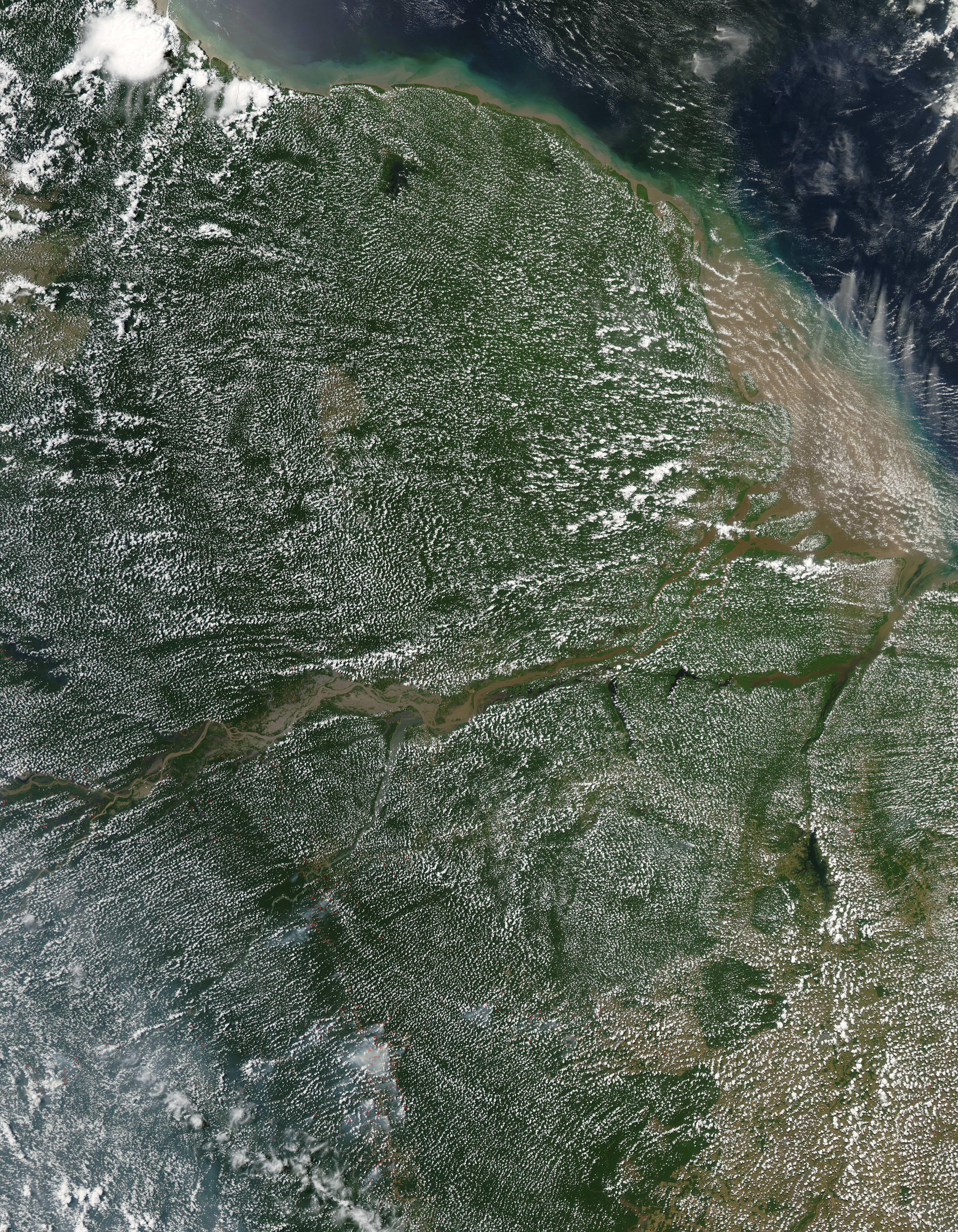
Đám mây trong rừng Amazon là kết quả của quá trình thoát hơi nước.

Thoát hơi nước là một quá trình tương tự bay hơi. Nó là một phần của chu trình nước trong cơ thể thực vật, và là sự mất hơi nước từ các bộ phận của cây (tương tự như đổ mồ hôi), đặc biệt xảy ra trong lá nhưng cũng có trong thân cây, hoa và rễ. Bề mặt lá có các khí khổng (lỗ khí), và ở hầu hết các loài, nó có nhiều hơn ở mặt dưới của lá. Lỗ khí được bao bọc bởi các tế bào bảo vệ mở và đóng các lỗ. Thoát hơi nước qua lá xảy ra qua các lỗ khí, và có thể coi là một "phí tổn" cần thiết liên quan đến việc mở các lỗ khí cho phép sự khuếch tán của khí cacbon dioxide từ không khí để quang hợp. Quá trình này cũng làm mát cây, làm áp suất thẩm thấu thay đổi, và cho phép lưu thông các chất dinh dưỡng, chất khoáng và nước từ rễ đến chồi.
Dòng chất của nước lỏng từ rễ đến lá được thúc đẩy một phần bởi hoạt động mao dẫn. Tuy nhiên, trong các cây cao, lực hấp dẫn chỉ có thể bị vượt qua bằng cách giảm áp lực thủy tĩnh (nước) trong các bộ phận phía trên của cây do sự khuếch tán của nước ra khỏi các lỗ khí vào khí quyển. Nước được hấp thụ tại rễ bằng thẩm thấu dẫn các chất dinh dưỡng khoáng chất hòa tan cùng theo, qua xylem (chất gỗ).
Thực vật điều chỉnh tốc độ thoát hơi nước thông qua mức độ mở lỗ khí. Tốc độ thoát hơi nước cũng bị ảnh hưởng bởi nhu cầu bay hơi của không khí xung quanh lá như độ ẩm, gió, nhiệt độ và ánh sáng mặt trời. Sự cung cấp nước của đất và nhiệt độ đất có thể ảnh hưởng đến sự mở lỗ khí, và bằng cách ấy là tốc độ thoát hơi nước. Lượng nước bị mất của cây cũng phụ thuộc vào kích thước của nó và số lượng nước hấp thụ vào rễ. Thoát hơi nước qua khí khổng chiếm phần lớn sự mất nước của cây, nhưng một số sự bốc hơi trực tiếp cũng diễn ra, thông qua lớp biểu bì của lá và cành non. Thoát hơi nước làm mát cây do hơi nước thoát ra mang theo nhiệt năng.
Bảng sau đây tóm tắt các yếu tố ảnh hưởng đến tốc độ thoát hơi nước của thực vật.
| Đặc trưng                    | Điều này ảnh hưởng đến thoát hơi nước như thế nào |
| ---------------------------- | --- |
| Số lượng lá                  | Có nhiều lá (hoặc gai, hoặc cơ quan quang hợp khác) hơn sẽ có nhiều lỗ khí hơn trên bề mặt của nó để trao đổi khí. Điều này sẽ dẫn đến một lượng lớn sự mất nước và tăng diện tích bề mặt cho bốc hơi.                                                                                       |
| Số lượng khí khổng           | Nhiều lỗ khí hơn sẽ gây thoát hơi nước nhiều hơn. |
| Sự hiện diện của lớp biểu bì | Một lớp biểu bì sáp hoặc có tính phản xạ sẽ ngăn chặn sự nóng lên của các lá. Điều này làm giảm nhiệt độ và tốc độ bay hơi từ lá. Đây là điều cần thiết cho các cây có nhu cầu giảm thiểu sự mất nước, và được tìm thấy trên nhiều cây ưa khô hạn.                                           |
| Ánh sáng cung cấp            | Khí khổng trực tiếp liên quan đến tốc độ thoát hơi nước, đặc biệt mở ra khi quang hợp. Trong khi có những trường hợp ngoại lệ cho điều này (chẳng hạn như khí khổng mở ra ban đêm hay các cây "quang hợp kiểu CAM"), nói chung một nguồn cung cấp ánh sáng sẽ khuyến khích các khí khổng mở. |
| Nhiệt độ                     | Nhiệt độ ảnh hưởng đến tốc độ trong ba cách: 1) Tăng tốc độ bốc hơi do nhiệt độ tăng sẽ đẩy nhanh sự mất nước. 2) Độ ẩm tương đối giảm xuống bên ngoài lá sẽ làm tăng gradien thế nước. 3) Động năng tăng lên của các hạt hơi nước hỗ trợ sự khuếch tán ra ngoài của lá.                     |
| Độ ẩm                        | Môi trường xung quanh khô hơn sẽ làm cho gradien thế nước dốc hơn, và làm tăng tốc độ thoát hơi nước. |
| Gió                          | Nước bị mất từ thoát hơi nước thường sót lại trong một lớp dưới lá. Nếu còn lại một mình, điều này có thể làm giảm lượng mất nước do gradien thế nước từ bên trong ra ngoài lá là hơi thấp hơn, do sự tích tụ hơi nước tại đó. Nếu có gió, nước bị thổi đi và gradien vẫn sẽ cao hơn.        |
| Cấp nước                     | Ít nước có sẵn hay thiếu nguồn cung cấp cũng có thể kích thích các thay đổi khác làm giảm tốc độ thoát hơi nước. |

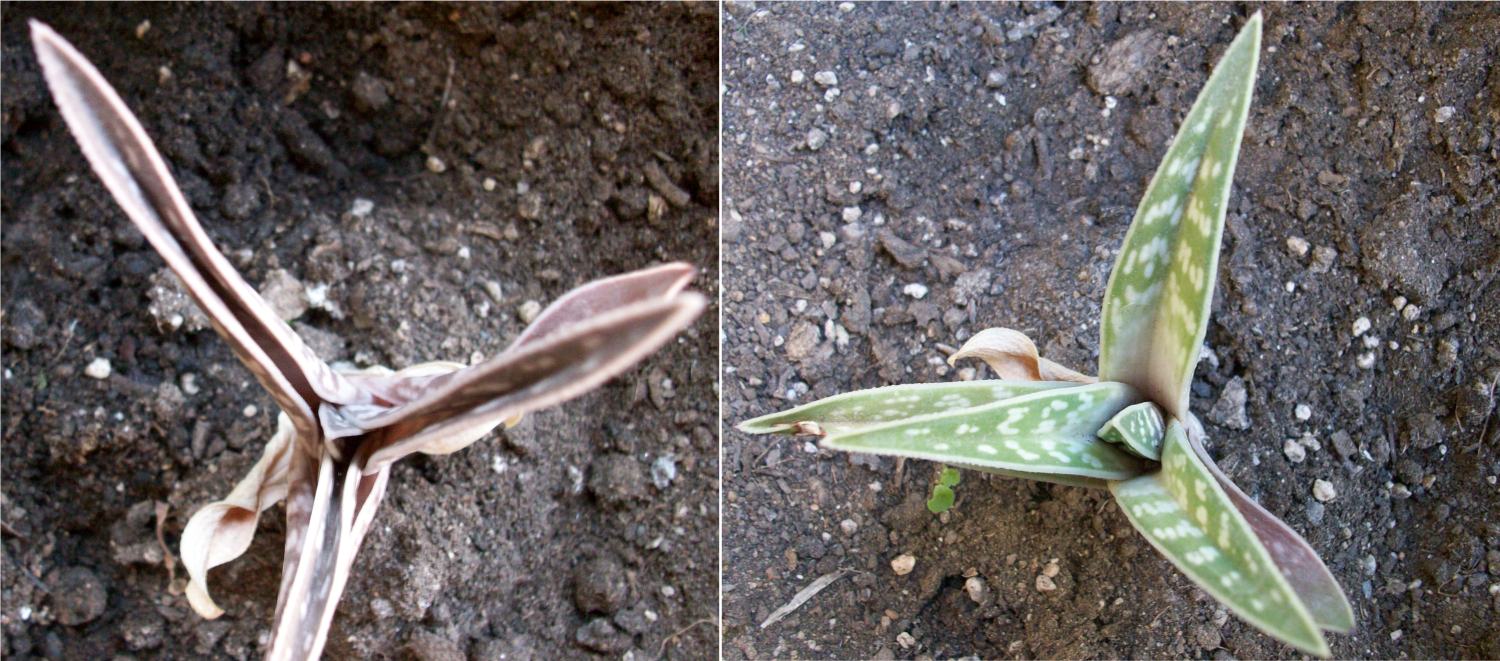
Lá một cây ưa khô hạn teo nhỏ khi môi trường khô nóng và phình to ra trở lại khi môi trường thuận lợi hơn.

Một cây phát triển đầy đủ có thể mất vài trăm lít nước thông qua lá của nó vào một ngày nóng, khô. Khoảng 90% lượng nước hút vào rễ của cây được sử dụng cho quá trình này. Độ thoát hơi nước là tỷ lệ giữa khối lượng nước thoát hơi ra với khối lượng chất khô được sản xuất, độ thoát hơi nước của các loại cây trồng có xu hướng nằm trong khoảng từ 200 đến 1.000 (ví dụ, cây trồng thoát 200 đến 1.000 kg nước cho mỗi kg chất khô nó sản xuất ra).
Tốc độ thoát hơi nước của thực vật có thể được đo lường bằng một số kỹ thuật, bao gồm cả potometers, thẩm kế, porometers,...
Cây trên sa mạc và các loài cây lá kim có các cấu trúc thích nghi đặc biệt, chẳng hạn như các lớp biểu bì dày, diện tích lá giảm xuống, khí khổng chìm và những sợi lông để giảm thoát hơi nước và bảo tồn nước. Nhiều loài xương rồng tiến hành quang hợp trong thân cây mọng nước, chứ không phải là lá, nên diện tích bề mặt của chồi rất thấp. Nhiều cây sa mạc có một loại quang hợp đặc biệt, gọi là trao đổi chất axít crassulacean hay quang hợp CAM, trong đó các lỗ khí đóng trong thời gian ban ngày và mở vào thời gian ban đêm khi sự thoát hơi nước là thấp hơn.